# Corycaeus giesbrechti
Corycaeus giesbrechti är en kräftdjursart som beskrevs av F. Dahl 1894. Corycaeus giesbrechti ingår i släktet Corycaeus och familjen Corycaeidae. Inga underarter finns listade i Catalogue of Life.